# 北海道道298号上富良野旭中富良野線

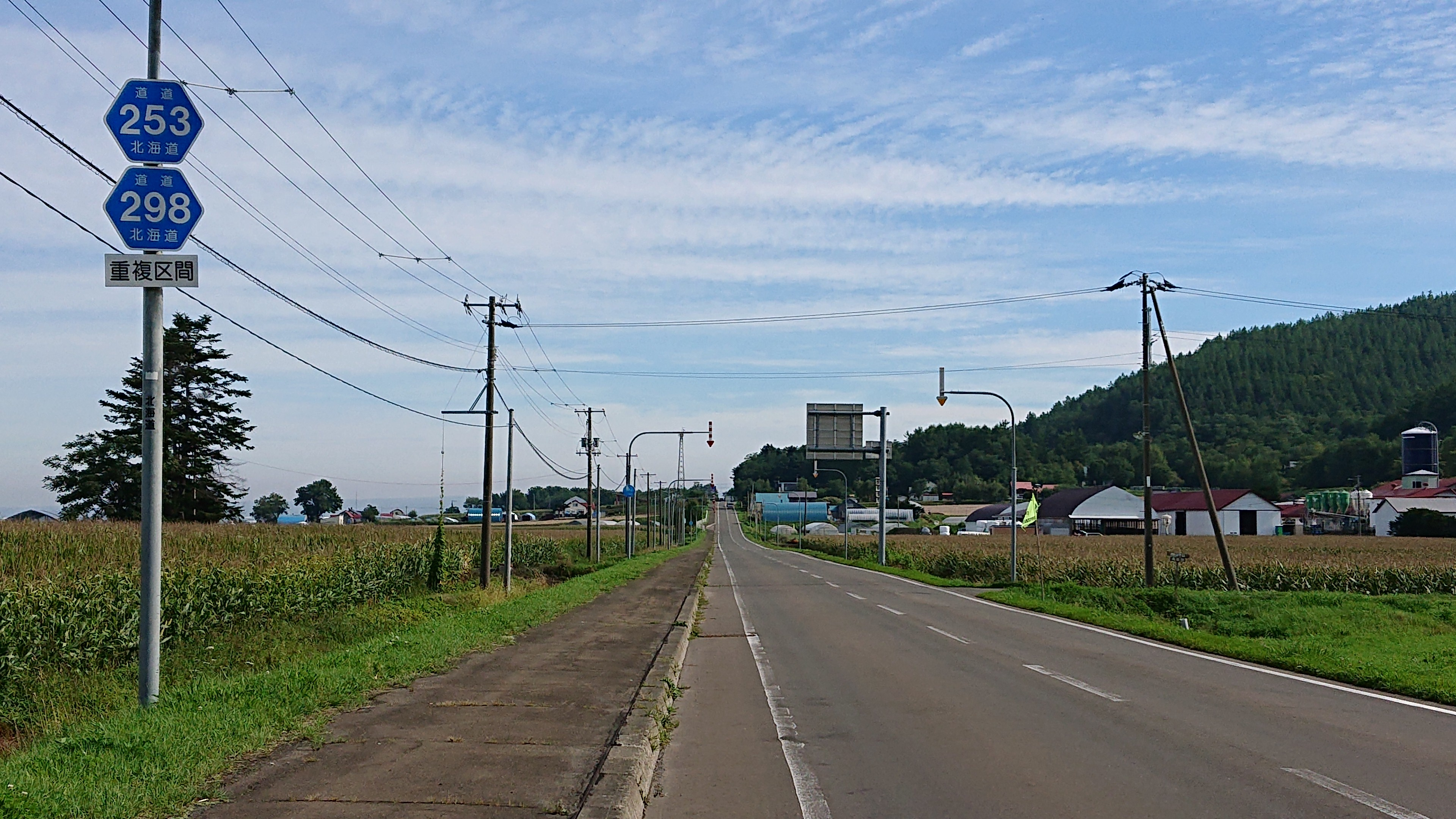
北海道道253号東山富良野停車場線との重複区間

北海道道298号上富良野旭中富良野線（ほっかいどうどう298ごう かみふらのあさひなかふらのせん）は、北海道空知郡上富良野町と富良野市を結ぶ一般道道（北海道道）である。

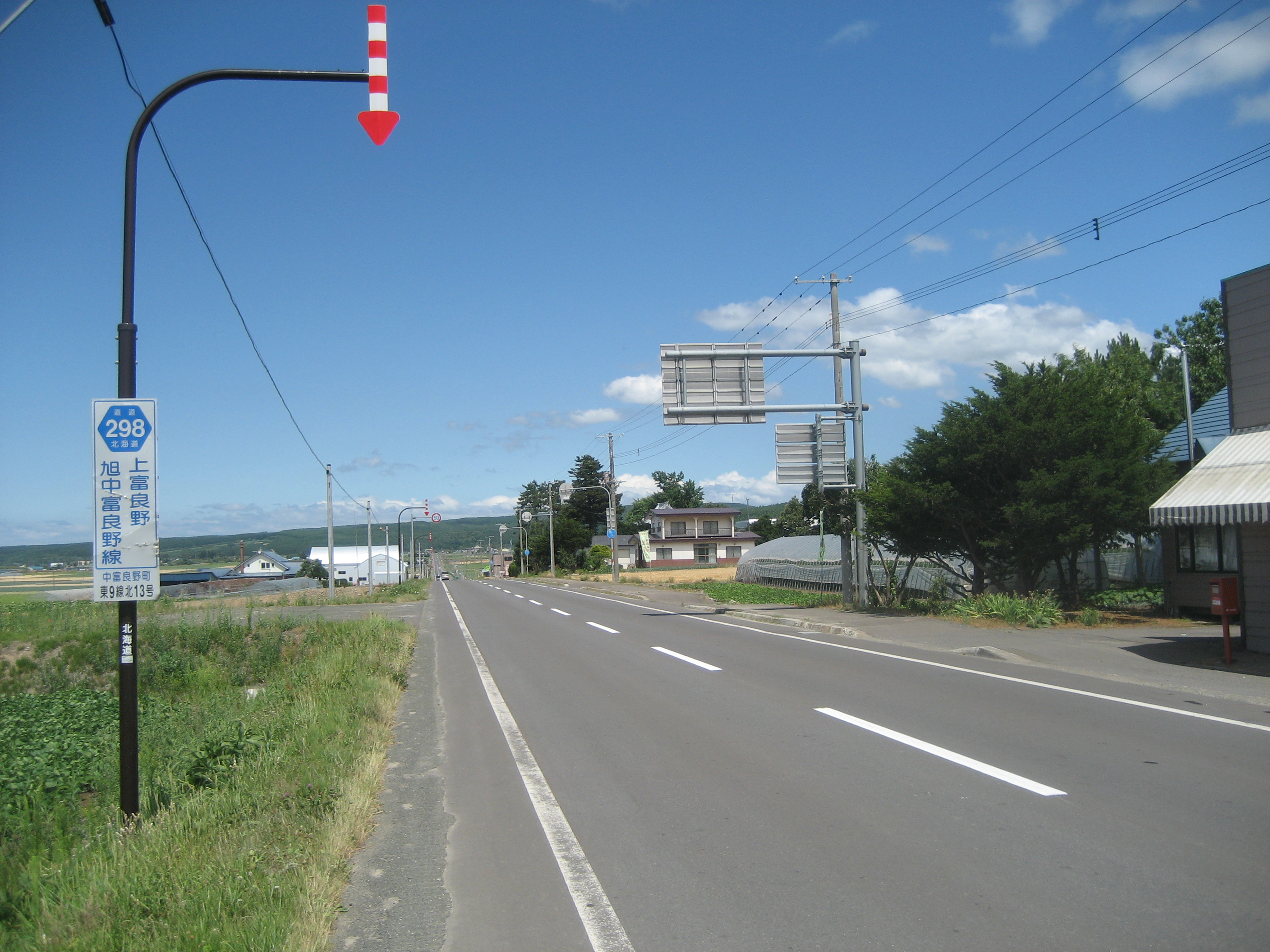
中富良野町東9線北13号付近

## 概要
路線名は、「上富良野・旭中（中富良野町の地域名）・富良野」という切り方である。

### 路線データ
- 起点：北海道空知郡上富良野町宮町1丁目（北海道道299号上富良野停車場線交点）
- 終点：北海道富良野市末広町（国道38号・北海道道985号山部北の峰線交点）
- 路線延長：16.3km（総延長）

## 歴史
- 1957年（昭和32年）7月25日 - 252号として路線認定[1]。
- 1994年（平成6年）10月1日 - 路線番号を298号に変更[2]。
- 2015年（平成27年）6月19日 - ルート変更[3]。

この路線の前身は、1944年（昭和19年）11月25日に認定された準地方費道155号旭中上富良野停車場線の一部と、同日認定された準地方費道156号旭中富良野停車場線の一部である。

## 路線状況

### 重複区間
- 中富良野町字中富良野（北海道道705号ベベルイ中富良野停車場線）
- 富良野市字東鳥沼 - 富良野市扇山（北海道道253号東山富良野停車場線）

## 地理

### 通過する自治体
- 上川総合振興局
  - 空知郡上富良野町
  - 空知郡中富良野町
  - 富良野市

### 交差する道路
上富良野町
- 北海道道299号上富良野停車場線 - 宮町1丁目（起点）

中富良野町
- 北海道道705号ベベルイ中富良野停車場線 - 中富良野（重複）

富良野市
- 北海道道253号東山富良野停車場線 - 東鳥沼、扇山（重複）
- 国道237号 - 扇山（重複）
- 国道38号 - 末広町（終点）
- 北海道道985号山部北の峰線 - 末広町（終点）

### 沿線にある施設など
上富良野町
- 上富良野町立上富良野小学校 - 宮町1丁目3-13
- 上富良野町立上富良野中学校 - 旭町1丁目1-5
- 陸上自衛隊上富良野駐屯地 - 南町4丁目
- 上富良野町立東中小学校 - 東8線北18号
- 東中郵便局 - 東8線北18号

中富良野町
- 中富良野町立旭中小学校 - 東9線北12

富良野市
- 鳥沼公園 - 字東鳥沼